# Luka Sorkočević
Luka Sorkočević (wł. Luca Sorgo, ur. 13 stycznia 1734 w Dubrowniku, zm. 11 września 1789 tamże) – kompozytor okresu przełomu baroku i klasycyzmu, pochodzący z Republiki Raguzy.
Luka Sorkočević urodził się w Dubrowniku, stolicy ówczesnej Republiki Raguzy. Odebrał wykształcenie pod kierunkiem włoskiego kompozytora Giuseppe Valentiniego, który kierował orkiestrą dubrownickiej katedry w latach 1750-tych. Kontynuował następnie edukację w Rzymie, u Rinaldo di Capua. Po ślubie z przedstawicielką rodu Luccari (Lukarević) sprawował różne funkcje polityczne w Republice Raguzy. W czasie krótkiego pobytu w Wiedniu jako ambasador przy dworze cesarskim, poznał czołowych kompozytorów swoich czasów, z Christophem Gluckiem i Josephem Haydnem, oraz poetę Pietro Metastasio. Z powodu poważnych problemów zdrowotnych popełnił w 1789 roku samobójstwo, skacząc z okna jednego z pałaców w Dubrowniku.
Wśród jego ważniejszych prac wymienia się osiem symfonii, sonatę skrzypcową i uwerturę na flet.